# Welington Castillo
Welington Andres Castillo (ur. 24 kwietnia 1987) – dominikański baseballista występujący na pozycji łapacza w Chicago White Sox.

## Przebieg kariery
Castillo podpisał kontrakt jako wolny agent z Chicago Cubs w 2004 roku i początkowo grał w klubach farmerskich tego zespołu, między innymi w Iowa Cubs, reprezentującym poziom Triple-A. 10 sierpnia 2010 w związku z kontuzją pierwszego łapacza w Chicago Cubs Geovany'ego Soto, został przesunięty do 40-osobowego składu tego zespołu i dzień później zadebiutował w meczu przeciwko San Francisco Giants, w którym zaliczył double'a. 19 września 2010 w spotkaniu z Florida Marlins zdobył pierwszego home runa w MLB. Sezon 2011 spędził głównie w MiLB, gdzie rozegrał 75 meczów. W 2012 zagrał w 52 meczach w MLB, zaś w sezonie 2013 w 113, uzyskując średnią 0,274 i zdobywając 8 home runów.
19 maja 2015 w ramach wymiany zawodników przeszedł do Seattle Mariners, zaś 3 czerwca 2015 do Arizona Diamondbacks. 16 grudnia 2016 podpisał roczny kontrakt z opcją przedłużenia o rok z Baltimore Orioles.
W grudniu 2017 został zawodnikiem Chicago White Sox.